# Hömott
Hömott (Ephestia elutella) är en inomhus förekommande mottfjäril, vars smala framvingar, som har en spännvidd av 15–20 millimeter, är brungrå, vid bakkanten något rödaktiga och försedda med två ljusgrå tvärlinjer, medan de bredare bakvingarna är blekt ljusgrå.
Larverna lever av torkade frukter, bröd och andra torra matvaror samt hö.